# Petri Huru
Pour les articles homonymes, voir Petri.
Petri Juhani Huru (né le 19 septembre 1966 à Pori) est un homme politique finlandais.

## Biographie
Petri Huru est chef pompier-ambulancier de profession.

## Carrière politique
Lors des élections législatives finlandaises de 2019 du 14 avril 2019, Petri Huru représentant le parti des Finlandais a obtenu 3 954 voix dans la circonscription du Satakunta et est devenu député suppléant.
En mai 2019, il a été annoncé qu'il serait député après l'élection de Laura Huhtasaari au Parlement européen.
Petri Huru a été réélu au Parlement lors des élections de 2023 avec 6 208 voix dans la circonscription du Satakunta.